# Каменюка Іван
Ота́ман Іва́н Каменю́ка  (Каменюк, Каменєв, Кам'яний; справжнє ім'я Авраменко Андрій Андрійович; ?, Петропавлівка — 1921 (1922), Осинове) — отаман повстанського загону на Старобільщіні.

## Біографія
Андрій Авраменко народився у селі Петропавлівка Старобільського повіту. До першої світової війни був селянином-наймитом.
Під час Першої світової війни Каменюк був матросом Чорноморського флоту. 
У 1917 він став анархістом. З осені 1918 Андрій Авраменко партизанив проти гетьмана в лісах у Старобільська, а в березні 1919 Каменюк вперше з'явився у Махно.
1920 року сформував повстанський загін. За визначенням більшовиків, це була «найсерйозніша з усіх діючих на території повіту, а точніше — всієї півночі губернії банда»
За словами письменника Т. Гладкова, «тривалий час цей отаман вважався невловимим. Дійсно, часом він начисто випадав з поля зору чекістів, тижнями не вдавалося виявити його слідів. Каменюка відсиджувався за межами повіту, а то і в сусідній губернії, зализував рани, набирав нових людей замість вибулих, запасався боєприпасами і провіантом, добував коней».
Навесні 1921 року чисельність його загону становила 600 шабель і 200 багнетів. Але вже незабаром у Каменюки було близько двох тисяч бійців. На його озброєнні були також тачанки й гармати. З такими силами отаман здійснює рейд територією Луганщини до річки Міус. 5 березня він повертається на північ і захоплює Старобільськ, де у той час тривав з'їзд комнезамів. Усі делегати й радянський актив, разом із секретарем райкому партії П. Нехорошим і керівником місцевого ЧК Вишневським були страчені.
На боротьбу з повстанцями кинули значні сили: підрозділи міліції, ЧК, ЧОП і Червоної армії. На чолі операції поставили уповноваженого Брянського ЧК Дмитра Медведєва, якого відрядили з Росії. 
Восени 1921 року Іван Каменюка загинув у бою під селом Осинове. В цьому бою були розгромлені основні сили його загону. Тіло отамана чекісти доставили до Старобільська, а потім до Бахмута. За перемогу над повстанцями начальник повітового ЧК Медведєв був нагороджений іменним золотим годинником.
Ось як характеризував отамана Каменюку Д. Мєдвєдєв: 
"Каменюка знався на військовій справі, був рішучим, сміливим, добре знав місцевість, мав своїх людей по всіх селах, відчував небезпеку, що дозволяло йому раз у раз виходити зі скрутних становищ".